# 90446 Truesdell
90446 Truesdell este un asteroid din centura principală de asteroizi.

## Descriere
90446 Truesdell este un asteroid din centura principală de asteroizi. A fost descoperit pe 28 ianuarie 2004 în cadrul proiectului CSS. Asteroidul prezintă o orbită caracterizată de o semiaxă mare de 2,35 ua, o excentricitate de 0,22 și o înclinație de 5,6° în raport cu ecliptica.